# Claudia Wemheuer
Claudia Wemheuer (* 22. April 1961 in Hannover) ist eine deutsche Juristin. Sie ist Richterin am Bundesarbeitsgericht.

## Leben und Wirken
Nach dem Abschluss ihrer juristischen Ausbildung arbeitete Wemheuer zunächst in anderen juristischen Berufen, bevor sie zum 1. Juli 1997 in den Justizdienst der Freien Hansestadt Bremen eintrat. Dort wurde sie zunächst am Arbeitsgericht Bremen-Bremerhaven eingesetzt. Von Oktober 2010 bis September 2012 war sie als wissenschaftliche Mitarbeiterin an das Bundesarbeitsgericht abgeordnet. Im Dezember 2014 wurde sie zur Vorsitzenden Richterin am Landesarbeitsgericht Bremen ernannt. Seit 1. Juni 2016 ist sie selbst Richterin am Bundesarbeitsgericht und wurde dem vor allem für Betriebliche Altersversorgung zuständigen 3. Senat zugewiesen.